# Trajna ondulacija
Trajna ondulacija ili minival, je način oblikovanja suhih ili mokrih vlasi kose kemijskimi sredstvima ili toplinom. 
Tradicionalno se smatra da je prvu trajnu frizuru godine 1906. proizveo njemački frizer Karl Ludwig Nessler.

## Vanjske poveznice
- Stranica u čast izumitelja